# Ериберто Ерера
Ериберто Ерера Удризар (шп. Heriberto Herrera Udrizar; Гварамбаре, Парагвај 24. април 1926 — Асунсион, Парагвај 26. јул 1996) био је шпански и парагвајски фудбалер и репрезентативац Парагваја и репрезентативац Шпаније. Играо је на позицији дефанзивца.

## Каријера
Ерера је играо за Насионал у Парагвају и неколико шпанских клубова. Играо је за парагвајску репрезентацију на Копа Америка 1953. где је Парагвај освојио прво место а он је проглашен за најбољег играча турнира. Ерера је такође 1957. играо једну утакмицу за репрезентацију Шпаније.
Прописи ФИФА су тада дозвољавали фудбалеру да игра за више од једне репрезентације, па је након што је играо за репрезентацију Парагваја. Ерера такође играо за репрезентацију Шпаније. Било је то у квалификационој утакмици за Светско првенство у фудбалу 1958. која се играла у Мадриду 10. марта 1957. између тимова Шпаније и Швајцарске и које завршила резултатом 2:2.
Као тренер, од познатијих шпанских тимова тренирао је ФК Елче и Валенсију а од италијанских клубова ФК Јувентус и Интер Јувентус је тренирао у периоду 1964−1968 освојивши скудето у сезони 1966/67 и Куп Италије 1964/65. Ерера је рангиран као четврти на листи тренера са највише утакмица у Јувентусу, 162, Ђовани Трапатони је први са 402 утакмице
Као тренер Интера највећи успех му је друго место у сезони 1969/70.

#### Копа Америка
| Такмичење                     | Место | Резултат | Утакмица | Голова |
| ----------------------------- | ----- | -------- | -------- | ------ |
| Првенство Јужне Америке 1953. | Перу  | Шампион  | 7        | 0      |

## Клубови као играч
| Клуб            | Држава   | Период    |
| --------------- | -------- | --------- |
| Клуб Насионал   | Парагвај | 1947—1953 |
| Атлетико Мадрид | Шпанија  | 1953—1959 |

## Клубови као тренер
Више од две деценије на клупи управљао је следећим тимовима:
| Клуб           | Држава  | Период    |
| -------------- | ------- | --------- |
| Рајо Ваљекано  | Шпанија | 1959      |
| Тенерифе       | Шпанија | 1960—1961 |
| Гранада        | Шпанија | 1961—1962 |
| Реал Ваљадолид | Шпанија | 1962      |
| Еспањол        | Шпанија | 1962—1963 |
| Елче           | Шпанија | 1963—1964 |
| Јувентус       | Италија | 1964—1969 |
| Интер          | Италија | 1969—1971 |
| Сампдорија     | Италија | 1971—1973 |
| Аталанта       | Италија | 1974—1975 |
| Лас Палмас     | Шпанија | 1975—1976 |
| Валенсија      | Шпанија | 1976—1977 |
| Еспањол        | Шпанија | 1978      |
| Елче           | Шпанија | 1978—1979 |
| Лас Палмас     | Шпанија | 1982      |

## Успеси као тренер
| титула      | Клуб     | Држава  | Година   |
| ----------- | -------- | ------- | -------- |
| Серија А    | Јувентус | Италија | 1966/67. |
| Куп Италије | Јувентус | Италија | 1964/65. |